# 高根台 (囲碁棋士)
高根台（コ・グンデ、고근태、こう こんだい、1987年3月30日 - ）は、韓国の囲碁棋士。大田広域市出身、韓国棋院所属、安官旭七段門下、八段。バッカス杯天元戦優勝、トヨタ&デンソー杯囲碁世界王座戦ベスト16など。

## 経歴
2000年、13歳でアマ国手戦で最年少優勝し、2001年世界アマチュア囲碁選手権戦に出場、4位となる。2002年、地域研究生から入段。2004年二段、オスラムコリア杯新鋭連勝最強戦準優勝。2005年にバッカス杯天元戦で李世乭、曺薫鉉らを破って優勝、地域研究生出身で初のタイトル獲得者となる。翌2006年の中韓天元対抗戦では古力を下す。同年五段。2007年天元戦ベスト8、十段戦ベスト8。2008年国手戦ベスト8。2009年七段。2011年八段。
韓国囲碁リーグには2006年から出場。韓国囲碁棋士ランキングでは2006年8位。

### タイトル歴
- 中韓天元対抗戦 2006年（2-1 古力）
- バッカス杯天元戦 2005年（3-1 朴正根）

### その他の棋歴
国際棋戦
- トヨタ&デンソー杯囲碁世界王座戦 ベスト16 2006年（○羅洗河、×羽根直樹）
- 春蘭杯世界囲碁選手権戦 ベスト16 2006年（○マイケル・レドモンド、×彭筌）
- 三星火災杯世界オープン戦 ベスト16 2006年（○趙治勲、×兪斌）
- LG杯世界棋王戦 ベスト16 2007年（○王檄、×古力）
- CSK杯囲碁アジア対抗戦 2006年 2-1（○結城聡、○陳詩淵、×孔傑）

国内棋戦
- オスラムコリア杯新鋭連勝最強戦 準優勝 2004年（0-2 李熙星）
- SKガス杯新鋭プロ十傑戦 準優勝 2005年（0-2 姜東潤）
- 韓国囲碁リーグ
  - 2006年（毎日乳業）5-8
  - 2007年（蔚山デ−アチェ）6-5
  - 2008年（新星建設）8-6（ポストシーズン 2-2）
  - 2009年（Kixx）5-5
  - 2010年（Kixx）10-5
  - 2011年（Tブロード）7-7
  - 2014年（正官庄）0-1（楽スターリーグ 8-6）